# Silene turgida
Silene turgida är en nejlikväxtart som beskrevs av Friedrich August Marschall von Bieberstein och Aleksandr Andrejevitj Bunge. Silene turgida ingår i släktet glimmar, och familjen nejlikväxter. Inga underarter finns listade i Catalogue of Life.